# Lauda sepulcral de Giovanni Pecci

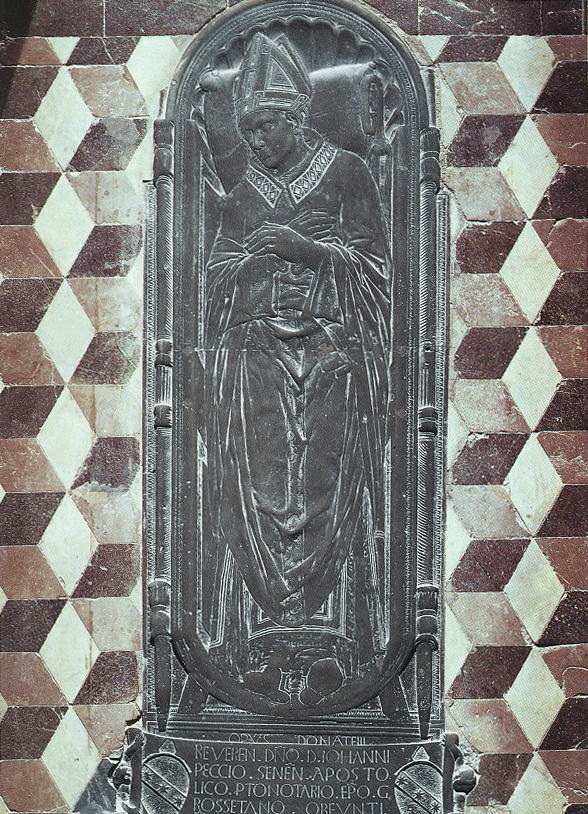
Lauda sepulcral de Giovanni Pecci a la catedral de Siena.

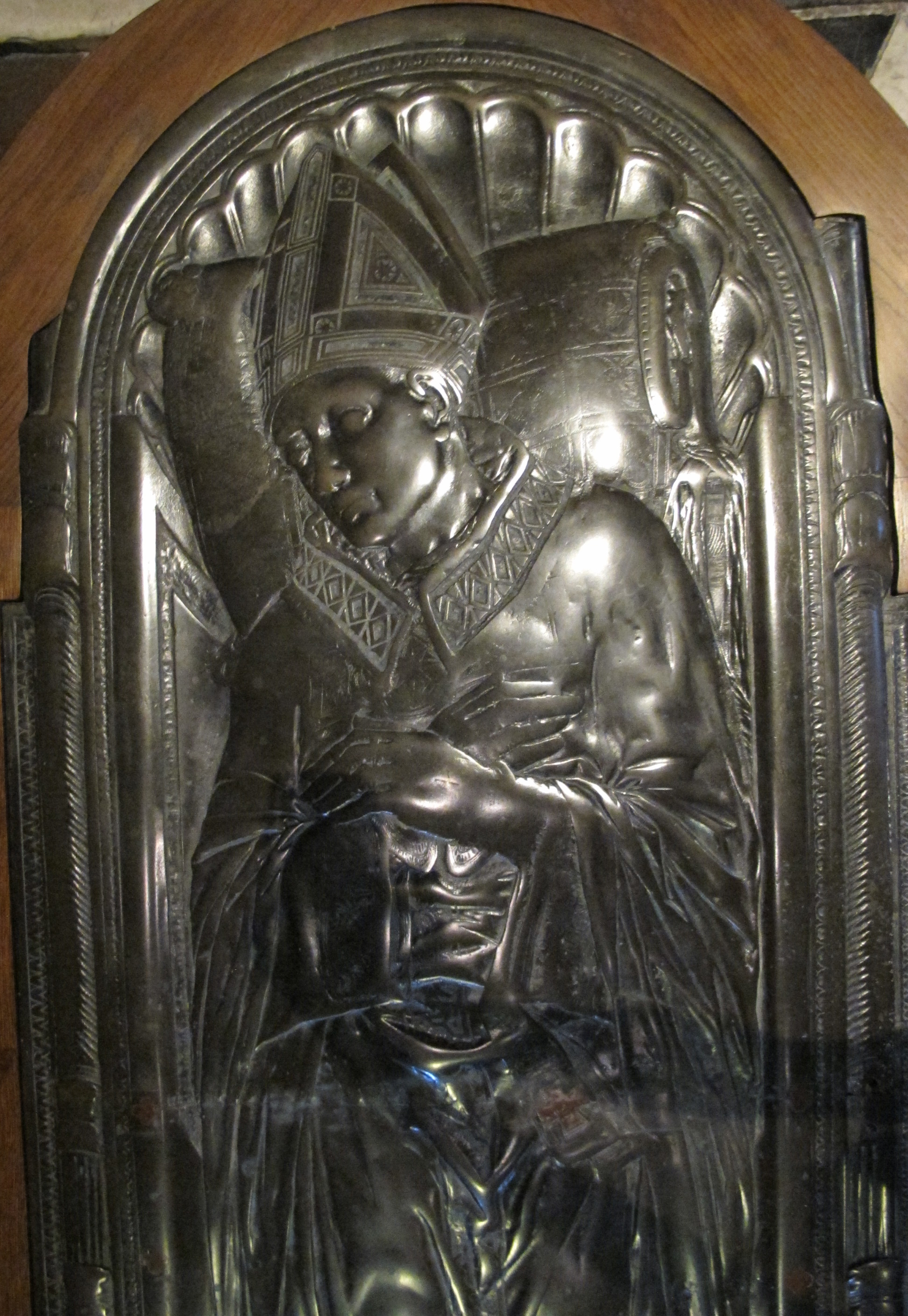
Detalle.

La lauda sepulcral de Giovanni Pecci es una escultura en relieve realizada en bronce de Donatello, situada en el pavimento de la Catedral de Siena y que data de alrededor de 1426. Tamaño 247 x 88 cm.

## Historia
Giovanni Pecci fue obispo de Grosseto, y murió el 1 de marzo de 1426. La ejecución de su lápida sepulcral le fue encargada a Donatello, que estaba trabajando en Siena en la conclusión de la pila bautismal en el Baptisterio. El estilo stiacciato del maestro florentino fue adaptado particularmente bien en la disposición sobre el pavimento. 

## Descripción
Se representa exactamente en la camilla para el transporte de los difuntos, como lo demuestran las dos asas en la parte inferior. Donatello, que fue capaz de dar en el relieve magistralmente una sensación de profundidad y espesor, en un mínimo espacio de grueso, lo que representó fue la corrección óptica a fin de conseguir el punto de vista del espectador, esto se ve particularmente bien, colocándose desde los pies, de los cuales hace el efecto de poder ver las plantas de los mismos.
Los pliegues de las vestiduras crean una sensación típica del artista, mientras que la cara del obispo se muestra serena y de líneas suaves, en contraste con el resto. El cojín se apoya sobre un nicho en forma de concha, tan característico en el arte del Renacimiento. 
Existe una inscripción en la parte inferior, entre dos escudos de armas de los Pecci, que muestra el nombre, título y fecha de la muerte del fallecido, colocada en forma de cartela que la sostiene dos figuritas a cada lado. En ella hay otra inscripción con la firma del autor: Opus Donatelli.